# دفتر فناوری میکروسیستم‌ها
دفتر فناوری میکروسیستم‌ها یکی از هفت دفتر کنونی آژانس پروژه‌های پژوهشی پیشرفتهٔ دفاعی (دارپا) است. دفتر فناوری میکروسیستم‌ها مسئول توسعه فناوری‌های نو برای نیروهای مسلح ایالات متحده آمریکا است. گاهی این دفتر، «دفتر فناوری میکروالکترونیک» نیز نامیده می‌شود.
دفتر فناوری میکروسیستم‌ها بر توسعه سامانه‌های میکرو الکترومکانیک، الکترونیک، الگوریتم، معماری سامانه، و فوتونیک تمرکز می‌کند.

## تاریخچه
دفتر فناوری میکروسیستم‌ها را آراتی پرابهاکار بنیان گذاشت.